# Shannon Shakespeare
Shannon Shakespeare (Mission, 6 de mayo de 1977) es una deportista canadiense que compitió en natación.
Ganó dos medallas en el Campeonato Mundial de Natación en Piscina Corta de 1995, oro en 4 × 200 m libre y plata en 4 × 100 m estilos.
Participó en dos Juegos Olímpicos de Verano, ocupando el quinto lugar en Atlanta 1996 (4 × 200 m libre y 4 × 100 m estilos) y el quinto en Sídney 2000 (4 × 200 m libre).

## Palmarés internacional
| Campeonato Mundial en Piscina Corta | Campeonato Mundial en Piscina Corta | Campeonato Mundial en Piscina Corta | Campeonato Mundial en Piscina Corta |
| Año                                 | Lugar                               | Medalla                             | Prueba                              |
| ----------------------------------- | ----------------------------------- | ----------------------------------- | ----------------------------------- |
| 1995                                | Río de Janeiro (Brasil)             | Medalla de oro                      | 4 × 200 m libre                     |
| 1995                                | Río de Janeiro (Brasil)             | Medalla de plata                    | 4 × 100 m estilos                   |